# AL-3407
La AL-3407 es una carretera comarcal formada por un tramo de la antigua N-324, localizado en la provincia de Almería, entre los términos municipales de Alboloduy y Alhabia.

## Nomenclatura
La antigua carretera N-324 pertenecía a la red de carreteras nacionales del Ministerio de Fomento. Su nombre está formado por: N, que indica que era una carretera nacional; y el 324 es el número que recibe según el orden de nomenclaturas de las carreteras nacionales, según donde comiencen, su distancia a Madrid y si son radiales o transversal respecto a la capital. Tras la pérdida de vigencia de su categoría de carretera nacional, pasó a ser de titularidad de la Diputación de Almería, por lo que su denominación pasó primero a AL-324, manteniendo el numeral pero cambiando el código de titularidad a provincial y, posteriormente, al actual AL-3407, donde el 3 indica el sector geográfico en el que se subdivide la provincia.

## Historia
Originalmente se trataba del trazado de la antigua carretera de Córdoba a Almería por Jaén, denominada como N-324. El tramo correspondiente a la actual AL-3407 se construyó en dos tramos, comenzando las labores en 1861 el tramo entre el puente de los Imposibles hasta el Llano del Ricaveral y un año más tarde desde el fin del anterior tramo hasta la Cuesta de la Reina. Sin embargo, la dificultad de la orografía provocó que el primero de los tramos estuviera en construcción hasta 1921 y el segundo hasta 1908, además con las quejas populares por el trazado elegido. El coste de su construcción ascendió a 3 305 648,29 pesetas de la época. Durante décadas fue la ruta escogida para viajar entre la capital urcitana y el interior de la península ibérica, tratándose del camino más corto y rápido hacia Granada.
Su desarrollo fue coetáneo a la construcción de la Línea Linares Baeza-Almería y, hacia 1960 hacían uso de la carretera unos 2 000 vehículos diariamente. En 1967 se acometió la reforestación de la zona con elemplares de pino.
Con la construcción a comienzos del nuevo milenio de la autovía A-92, con un trazado mucho más rápido y algo más corto, esta carretera cayó en desuso, siendo utilizada mayoritariamente para el acceso a fincas colindantes, añadiendo la existencia de otra carretera, casi paralela, la A-1075, en mejores condiciones de mantenimiento. Además, un tramo de esta calzada se suele utilizar anualmente para la disputa del Rally Costa de Almería, siendo uno de sus tramos más conocidos.

## Trazado
La carretera se ubica en la ladera sur de la Sierra de los Filabres, con un trazado tortuoso en un comienzo para terminar con un largo tramo con rectas de varios kilómetros. En casi toda su longitud se encuentra bordeada por arbolado de repoblación.